# Тиринт
Тиринт (старогрчки језик: Τίρυνς, Tiryns) је грчки археолошки локалитет на Пелопонезу, округ Арголида, у близини града Науплиона. Град се протезао на кречњачкој литици високој 30 m, дугој 300 и широкој 40–100 m, у близини морске обале која је сада стотинама метара далеко. Половином другог миленијума пре Христа, Тиринт је постао једно од главних средишта Микенске културе. 

## Историја
Локалитет је био насељен од неолита, али је у бронзаном добу, око 3 миленијума п. н. е. постало важно културно средиште. Према грчком миту, Тиринт је основао митски краљ Прет (Proetus), а његов унук, грчки херој Персеј, је владао градом. Такође је овде Херакле служио краља Еуристеја извршивши његових дванаест задатака.
Током каснохеладске фазе (Микенска култура), око 1.600-1050. п. н. е., уз градове Микена, Теба, Пyлос и Кносос, Тиринт је био један од најважнијих средишта Критско-Микенске културе.
Током геометријског периода (1050—700. п. н. е.) у граду је остало тек неколико кућа у доњем дворцу, што се наставилио до архајског раздобља. У архајском добу су се поштовали грчки богови Зевс и Атина, а насеље је наставило преживљавати све до хеленизма, током римске окупације и византије, до 14. века. Херодот је у 5. веку п. н. е. споменуо како је Тиринт учествовао у бици за Платеју (480. п. н. е.) са 400 копљаника (хоплити) .
Између 1876. до 1885. године, немачки аматер археолог и велики истраживач, Хајнрих Шлиман, је извршио прва ископавања. На највишој стени је пронашао микенску палату. Касније су археолози Виљием Дорпфелд, Курт Милер и Георг Каро, од 1905—1929. године наставивши ископавања открили град велике важности у праисторијској Грчкој. Од 1976, локалитет детаљно истражују немачки археолози, од 1986. под водством Немачког археолошког института и Клауса Килиана из универзитета у Хајделбергу.

## Одлике
Дугаљаста насеобина на природној стрмој литици из раног бронзаног доба (рана хеленска култура) је подељена на три дела: горња тврђава, средишња палата и зидине са рововима. Оне потичу из око 2.500-2000. п. н. е. и једне су од најстаријих на свету. Испод се налазио доњи град који се протезао све до околних брда.
Важност града се огледа у величини и сјају горњег града, тј. дворца, који је имао фрескама осликане зидове мегарона са сјајним скулптуралним украсима и киклопским зидинама. Краљевски мегарон је имао четири снажна висока дрвена стуба, а три од четири зида су били уклопљени у грчки храм богиње Хере.
Камење зидина било је до 3 м високо и метар дебело, спојено малтером у три наврата: најпре око горње тврђаве (око 14. века п. н. е.), око средњег дворца (око 13. века п. н. е.) и на крају око целог града око 1200. п. н. е. Упркос овим неосвојивим зидинама, Тиринт је спаљен у 12. веку п. н. е., након катастрофалног земљотреса који је уништио целу Арголиду. Цели град је након тога делимично обновљен, а доњи град се наставио ширити и развијати, за разлику од других средишта микенске културе који су након ове катастрофе пропали.